# Celtis koraiensis
Espèce
Celtis koraiensis est une espèce de plantes à fleurs de la famille des Cannabacées. C'est un arbre du genre des Micocouliers originaire du nord de la Chine, de Mandchourie et de Corée.

## Liste des variétés
Selon Tropicos (7 avril 2016) :
- variété Celtis koraiensis var. aurantiaca (Nakai) Kitag.